# Песня-81
«Песня-81» — одиннадцатый советский телевизионный фестиваль эстрадной песни из серии «Песня года». Финальный концерт проводился в Останкино, транслировался по телевидению 1 января 1982 года.
Производство: Главная редакция музыкальных программ. Автор сценария: Татьяна Коршилова, режиссёр: Марат Ларин и В.Паулюкайтис, оператор: Владимир Куликов.
Продолжительность — 3 часа 06 минут, количество песен — 34 (включая финальную).
Оркестр — эстрадно-симфонический оркестр Центрального телевидения и Всесоюзного радио, дирижёр Юрий Силантьев.
Ведущие — Татьяна Коршилова, Муслим Магомаев и Александр Масляков объявили всех участников под музыку «Марша весёлых ребят» (из кинофильма «Весёлые ребята», музыка Исаака Дунаевского, слова Василия Лебедева-Кумача).
Гимн фестиваля — «Песня остаётся с человеком» (музыка Аркадий Островский, слова Сергей Островой) не звучит.
Тема фестиваля — в наступающем 1982 году предстоит празднование 60-летия образования СССР и 40-летия битвы под Москвой. И поэтому попали в финальный концерт певцы из союзных республик: Юзбашян, Петриките, Гвердцители и Яутакайте, ансамбль «Ялла». Впервые на фестивале появились телевизионные титры с названием песен и авторов. В антракте — интервью со зрителями и певцами. Прозвучала сюита из песен из финала Песни-80: Большой детской хор ЦТ и ВР — Крылатые качели, Вахтанг Кикабидзе — Мои года, ВИА «Верасы» (только с Поплавской) — Малиновка, София Ротару — Мой родной край, Николай Гнатюк — Танец на барабане, Олимпиада-80.
Избранные песни фестиваля были выпущены Discogs.

## Фон
Плотность присутствия Аллы Пугачёвой в массовом сознании передаёт анекдот про Леонида Брежнева, решившего узнать, что о нём напишут после смерти в энциклопедии и прочитавшего: «Брежнев Леонид Ильич, мелкий политический деятель эпохи Аллы Пугачевой».
Советские люди заняты самодеятельным музыкальным тиражированием, перейдя с катушек на кассеты, побеждающие официальные пластинки фирмы «Мелодия» даже в распространении легального репертуара. Многомиллионный вкус и спрос на попсу удовлетворяют «Студии звукозаписи».
В Московский театр имени Ленинского комсомола невозможно купить билеты, даже с рук, на рок-оперу «Юнона и Авось» (группа «Рок-ателье»).
Итоги 1981 года согласно опросу читателей газеты «Московский комсомолец» (в рубрике «Звуковая дорожка»)
Лучшая певица
1. Алла Пугачёва, 2. София Ротару. 3. Татьяна Анциферова. 4. Ксения Георгиади. 5. Жанна Рождественская. 6. Ирина Понаровская. 7. Жанна Бичевская. 8. Мирдза Зивере. 9. Екатерина Суржикова. 10. Гинтаре Яутакайте.
Лучший певец
1. Яак Йоала. 2. Юрий Антонов. 3. Валерий Леонтьев. 4. Александр Градский. 5. Андрей Макаревич. 6. Сергей Беликов. 7. Николай Гнатюк. 8. Тынис Мяги. 9. Михаил Боярский. 10. Лев Лещенко.
Лучшая песня
1. «Маэстро» — Алла Пугачева. 2. «Скачки» — «Машина времени». 3. «Последняя поэма» — «33 1/3». 4. Песня на «бис» — Алла Пугачева. 5. «Снег» — «Машина времени». 6. «Я тебя рисую» — Яак Йоала. 7. «Паузы» — «Машина времени». 8. «Колокол тревоги» — «Аракс». 9. «Там, в сентябре» — Валерий Леонтьев. 10. «Музыкант» — Алла Пугачева. 11. «Каратэ» — «Земляне». 12. «Как жаль» — Яак Йоала. 13. «Хрустальный город» — «Машина времени». 14. «Беда» — Алла Пугачева. 15. «Корабль» — «Автограф». 16. «Ленинград» — Алла Пугачева, 17. «Каскадёры» — «Земляне». 18. «Дежурный ангел» — Алла Пугачева. 19. «Поиграй со мной, гроза» — Константин Никольский. 20. «Все пройдёт» — Михаил Боярский.

## Дебюты
- Татьяна Петрова.
- Тамара Гвердцители[2][8].
- Эрна Юзбашян[2].
- Бирỳте Петрикѝте[2]
- Гинтаре Яутакайте[2].
- Ансамбль «Ялла»[2].

## Хиты
- Маэстро (исполнительница Алла Пугачёва)[3][4][9].
- «Родительский дом» (Владимир Шаинский — Михаил Рябинин, исполнитель Лев Лещенко и вокально-инстр. группа «Спектр» п/р Владимира Дорохова)[2][1].
- Я у бабушки живу (исполнитель ВИА Верасы)[3][1][9].
- Птица счастья (исполнитель Николай Гнатюк)[1].
- Я тебя рисую (Раймонд Паулс — Андрей Дементьев, исполнитель Яак Йоала).
- Осенняя мелодия (Юрий Саульский — Леонид Завальнюк, исполнители Татьяна Рузавина и Сергей Таюшев).
- Девушка из Полесья («Алеся», Олег Иванов — Анатолий Поперечный, исполнитель ВИА «Сябры», рук. Анатолий Ярмоленко)[1].
- Последняя поэма (из к/ф «Вам и не снилось», Алексей Рыбников — Рабиндранат Тагор, перевод Ангелины Адалис, исполнитель ВИА «Ялла»)[3][1].
- Ненаглядная сторона (Давид Тухманов — Игорь Шаферан, исполнитель Валерий Леонтьев)[7].
- Вот и весь разговор («Просто встретились два одиночества», Алексей Экимян — Феликс Лаубе, исполнитель Вахтанг Кикабидзе)[1].
- Птица счастья (из кинофильма «О спорт, ты — мир!», Александра Пахмутова- Николай Добронравов, исполнитель Николай Гнатюк)[1][3].

## Финалисты
В финальном концерте прозвучали следующие песни-лауреаты:
| №  | Название                                                      | Автор музыки         | Автор текста                                     | Исполнитель                                                                           | Примечание                                                              |
| -- | ------------------------------------------------------------- | -------------------- | ------------------------------------------------ | ------------------------------------------------------------------------------------- | ----------------------------------------------------------------------- |
| 1  | 1-е отделение: Наша партия                                    | Серафим Туликов      | Николай Доризо                                   | Евгений Нестеренко                                                                    | в сопровождении Академический хор ЦТ и ВР под управлением Клавдия Птицы |
| 2  | Мы — армия народа                                             | Георгий Мовсесян     | Роберт Рождественский                            | Юрий Богатиков                                                                        | в сопровождении анс. песни и пляски Московского военного округа, солист |
| 3  | Если б не было войны (из к/ф «Приказ: огонь не открывать!»)   | Марк Минков          | Игорь Шаферан                                    | Валентина Толкунова                                                                   |                                                                         |
| 4  | Сможем выстоять снова (из т/ф «Целина»)                       | Георгий Мовсесян     | Игорь Шаферан                                    | Лев Лещенко                                                                           |                                                                         |
| 5  | Ни дня без песни                                              | Андрей Петров        | Николай Берг                                     | Эдита Пьеха                                                                           | в сопровождении ВИА под руководством Григория Клеймица                  |
| 6  | Солдатский привет                                             | Никита Богословский  | Михаил Пляцковский                               | Владислав Коннов                                                                      |                                                                         |
| 7  | Я — любовь                                                    | Оскар Фельцман       | Михаил Рябинин                                   | Ирина Понаровская                                                                     |                                                                         |
| 8  | Я тебя рисую                                                  | Раймонд Паулс        | Андрей Дементьев                                 | Як Йоала                                                                              |                                                                         |
| 9  | Цветет черемуха к похолоданию                                 | Григорий Пономаренко | Татьяна Иванова                                  | Татьяна Петрова, лаур.всеросс. к-са на лучшее исп. рус.нар.песни                      |                                                                         |
| 10 | Днепровская вода                                              | Иван Карабиц         | Юрий Рыбчинский                                  | Николай Гнатюк                                                                        |                                                                         |
| 11 | Улыбнись (на армянск. и русск.яз.)                            | Роберт Амирханян     | Юрий Саакян, русск.текст Роберта Рождественского | Эрна Юзбашян                                                                          |                                                                         |
| 12 | Сонет о потерянной любви                                      | Микаэл Таривердиев   | «на стихи Шекспира», перевод Самуила Маршака     | Трио «Меридиан»                                                                       |                                                                         |
| 13 | Музыка (на груз.яз.)                                          | Важа Азарашвили      | Морис Поцхишвили                                 | Тамара Гвердцители                                                                    |                                                                         |
| 14 | Памяти Че Гевары                                              | Владимир Мигуля      | Николай Зиновьев                                 | Иосиф Кобзон                                                                          |                                                                         |
| 15 | Осенняя мелодия                                               | Юрий Саульский       | Леонид Завальнюк                                 | Татьяна Рузавина и Сергей Таюшев                                                      |                                                                         |
| 16 | Родительский дом                                              | Владимир Шаинский    | Михаил Рябинин                                   | Лев Лещенко в сопр. вокально-инстр. группы «Спектр» п/р Владимира Дорохова            |                                                                         |
| 17 | 2 отделение Руки Родины                                       | Вадим Гамалия        | Виктор Чернов                                    | Людмила Зыкина                                                                        | в сопр. гос. анс. «Россия» п/у Владимира Гридина                        |
| 18 | Девушка из Полесья («Алеся»)                                  | Олег Иванов          | Анатолий Поперечный                              | ВИА «Сябры», рук. Анатолий Ярмоленко                                                  |                                                                         |
| 19 | Песня о дружбе                                                | Евгений Птичкин      | Роберт Рождественский                            | Виталий Соломин, артист Малого т-ра                                                   |                                                                         |
| 20 | Не бойтесь любви                                              | Марк Фрадкин         | Анатолий Ковалёв                                 | Эдита Пьеха                                                                           |                                                                         |
| 21 | Заклятье                                                      | Евгений Мартынов     | Назрул Ислам, перевод Михаила Курганцева         | Бирỳте Петрикѝте, лаур.всес.к-са                                                      |                                                                         |
| 22 | Последняя поэма (из к/ф «Вам и не снилось»)                   | Алексей Рыбников     | Рабиндранат Тагор, перевод Ангелины Адалис       | ВИА «Ялла»                                                                            |                                                                         |
| 23 | В горнице                                                     | Александр Морозов    | Николай Рубцов                                   | Гинтаре Яутакайте, 1-я премия всесоюзн. к-са молодых исполнителей в Днепропетровске — |                                                                         |
| 24 | Ненаглядная сторона                                           | Давид Тухманов       | Игорь Шаферан                                    | Валерий Леонтьев                                                                      |                                                                         |
| 25 | Верь мне (Crede me, на молд.яз.,)                             | Ион Теодорович       | Штефан Петраке                                   | София Ротару, в сопр. анс. «Червона рута»                                             |                                                                         |
| 26 | Вот и весь разговор                                           | Алексей Экимян       | Феликс Лаубе                                     | Вахтанг Кикабидзе                                                                     |                                                                         |
| 27 | Я у бабушки живу                                              | Эдуард Ханок         | Игорь Шаферан                                    | ВИА «Верасы», лаур.всес. к-са «С песней по жизни», х/р Василий Раинчик                |                                                                         |
| 28 | Красная стрела (из к/ф «Где ты любовь»)                       | Алексей Мажуков      | Николай Зиновьев                                 | София Ротару                                                                          |                                                                         |
| 29 | Птица счастья (из кинофильма «О спорт, ты — мир!»             | Александра Пахмутова | Николай Добронравов                              | Николай Гнатюк                                                                        |                                                                         |
| 30 | Маэстро                                                       | Раймонд Паулс        | Илья Резник                                      | Алла Пугачёва, засл.арт. РСФСР, за роялем Раймонд Паулс, нар.арт. Латв. ССР           |                                                                         |
| 31 | Любви негромкие слова                                         | Владимир Шаинский    | Борис Дубровин                                   | Муслим Магомаев, нар.арт. СССР                                                        |                                                                         |
| 32 |                                                               |                      |                                                  |                                                                                       |                                                                         |
| 33 |                                                               |                      |                                                  |                                                                                       |                                                                         |
| 34 | Марш веселых ребят (Исаак Дунаевский — Василий Лебедев-Кумач) |                      |                                                  | все участники                                                                         |                                                                         |

## Не попали на финальный концерт
На финальный концерт не попали такие хиты, как:
- Позвони мне, позвони (из к/ф Карнавал, исполнительницы Ирина Муравьёва, Жанна Рождественская)[3][9].
- Каскадёры (исполнитель Земляне)[3][9].
- Не забывай Юрий Антонов[9], «Двадцать лет спустя»[3], «Море»[3] (исполнитель Юрий Антонов).
- «Ты меня на рассвете разбудишь, проводить необутая выйдешь» (из рок-оперы «Юнона и Авось», исполнитель Николай Караченцов)[6].
- «Баллада о вечном движении» (Анатолий Кальварский — Эдуард Нахамис, исполнитель Андрей Миронов)[3].
- «Так вот какая ты» (Вячеслав Добрынин — Леонид Дербенёв, исполнитель «Синяя птица»)[3].
- «Снег кружится» (Пламя)[3].
- «Все пройдёт», «Городские цветы» (Михаил Боярский)[3].
- «Тридцать три коровы» и «Непогода» (из к/ф «Мэри Поппинс, до свидания», исполнитель Павел Смеян)[3].
- Старинные часы (Алла Пугачёва)[3][4], попала на Песню-82.
- Три колодца (Ялла)[3], попала на Песню-82.
- Дельтоплан (из к/ф Родня, исполнитель Валерий Леонтьев)[3].